# Lago Leytà
Il lago Leytà o lago Leytaz è un lago del Piemonte.

## Descrizione

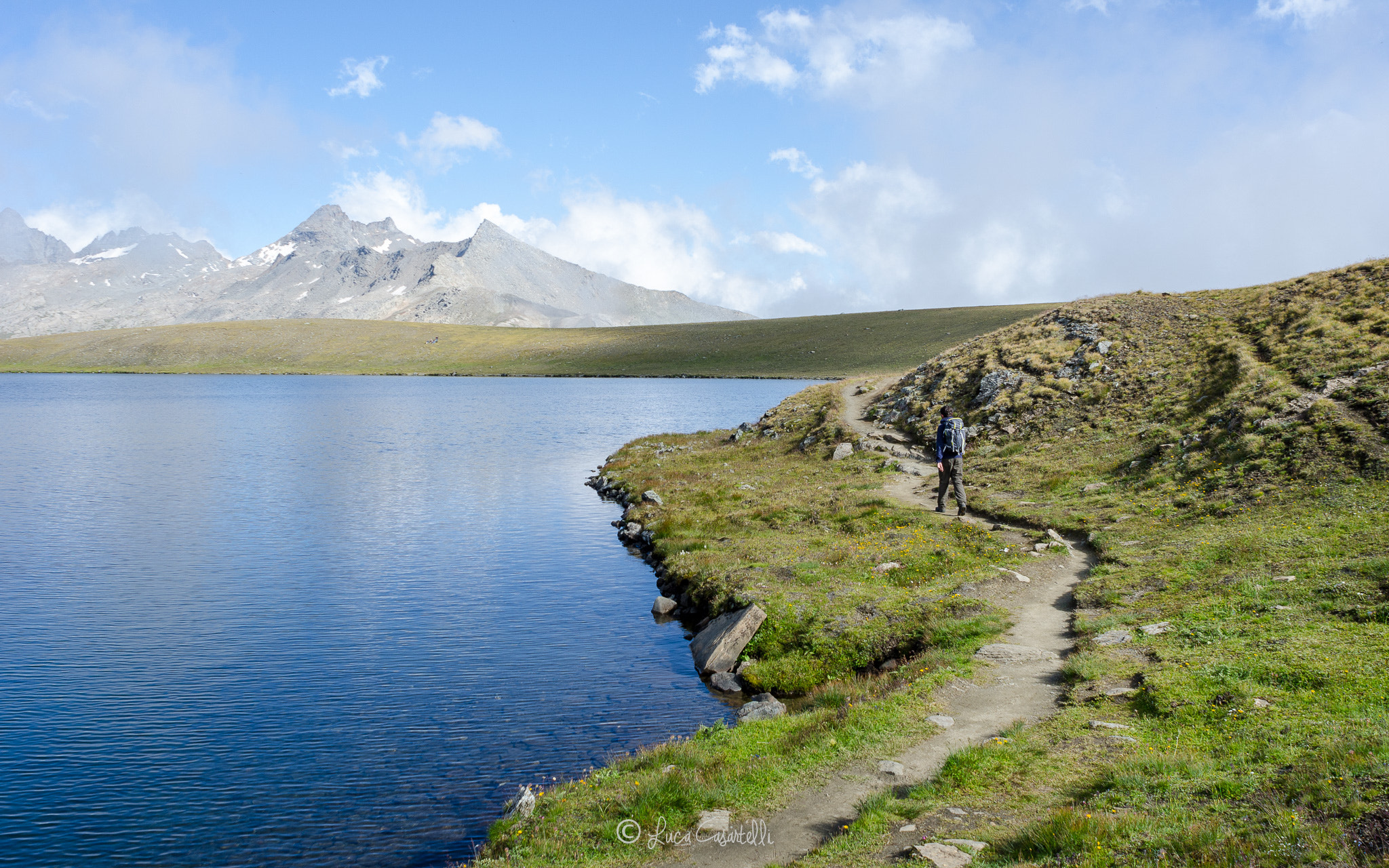
Il lago in agosto

Si tratta di un lago naturale situato a 2699 metri di quota  in Valle Orco, all'interno del Parco Nazionale del Gran Paradiso, facente parte della Città Metropolitana di Torino.
Il lago, insieme al Lago Rosset a breve distanza, domina il piccolo altipiano su cui sorge, che ha la particolarità di "incunearsi" per alcune centinaia di metri verso nord tra le testate delle valdostane Val di Rhêmes e Valsavaranche.
Suo immissario ed emissario è il torrente Orco, principale corso d'acqua della valle, che sorge nei pressi del Colle del Leynir.

## Accesso
Il lago è raggiungibile tramite sentiero partendo dal colle del Nivolet (più precisamente dal Rifugio Albergo Savoia).